# Литовченко Марина Андріївна
Марина Андріївна Литовченко (нар. 26 травня 1995) — українська настільна тенісистка. Майстер спорту України міжнародного класу. Чемпіонка Літніх Паралімпійських ігор 2020 року. Бронзова призерка Літніх Паралімпійських ігор 2016 року. Золото на чемпіонаті України 2016 року (Жовква) та 2018 року (Чернігів). Чемпіонка Світу 2018 року.

## З життєпису
Займається настільним тенісом у Харківському регіональному центрі з фізичної культури і спорту інвалідів «Інваспорт».
Бронзова призерка міжнародного турніру з настільного тенісу (2011, Корея).
Бронзова призерка Чемпіонату Європи у командному заліку (2013, Італія) та особистому (2015, Данія).
Міжнародні турніри 2013 року: Італія (срібло в команді), Словенія (бронза в команді та особистому заліку), Чехія (бронза в особистому заліку та срібло в команді).
Міжнародні турніри 2014 року: Італія (срібло), Словаччина (золото, командний залік), Румунія (золото в особистому заліку та бронза в команді).
Міжнародні турніри 2015 року: Італія (бронза в особистому заліку та серед жіночих команд), Словенія (срібло в особистому заліку та серед жіночих команд), Німеччина (бронза в особистому заліку та срібло серед жіночих команд.
Повний кавалер ордена княгині Ольги.